# Luna Park 2019
Luna Park 2019 es un álbum de la banda argentina Rata Blanca, publicado el 8 de octubre de 2021 a través de la plataforma de música streaming Spotify.
El álbum es un concierto realizado el 30 de noviembre de 2019 en el estadio Luna Park, junto a una orquesta sinfónica en la última fecha de su gira de dicho año. A pesar de no contener todas las canciones del show realizado ese día,  el álbum incluye grandes éxitos de la banda. 

## Lista de canciones
| N.º | Título                          | Duración |  |
| 1.  | «La Llave de la Puerta Secreta» | 6:07     |  |
| 2.  | «Bajo el Poder del Sol»         | 5:53     |  |
| 3.  | «Sinfonía Fantástica»           | 9:40     |  |
| 4.  | «Volviendo a Casa»              | 5:15     |  |
| 5.  | «El Sueño de la Gitana»         | 6:53     |  |
| 6.  | «Los Chicos Quieren Rock»       | 4:05     |  |
| 7.  | «Noche Sin Sueños»              | 7:54     |  |
| 8.  | «Capricho Árabe»                | 4:01     |  |
| 9.  | «Mujer Amante (Acústico)»       | 7:54     |  |
| 10. | «Aún Estás en mis Sueños»       | 6:37     |  |
| 11. | «La Leyenda del Hada y el Mago» | 5:40     |  |
| 12. | «El Último Ataque»              | 8:58     |  |

## Personal
Rata Blanca
- Walter Giardino – guitarra
- Adrián Barilari – voz
- Fernando Scarcella – batería
- Danilo Moschen – teclados, sintetizadores
- Pablo Motyczak - bajo

- Datos: Q110271040